# Efecte Dicke
En espectroscòpia, l'efecte Dicke, també conegut com a reducció de Dicke o, de vegades, reducció col·lisional es refereix a la reducció de l'eixamplament de Doppler d'una línia espectral a causa de col·lisions que experimenta la partícula emissora (normalment un àtom o molècula) amb d'altres partícules. Rep el seu nom del físic-astrònom Robert H. Dicke.

## Mecanisme
Quan el recorregut lliure mitjà d'un àtom és molt més petit que la longitud d'ona associada a la transició radiativa, l'àtom canvia de velocitat i direcció moltes vegades durant l'emissió o absorció d'un fotó. Això provoca que es faci una mitjana sobre diferents estats Doppler i dona lloc a una línia atòmica més estreta que la corresponent a la de l'eixamplament de Doppler.